# Terratrèmol de Pichilemu del 2010
El Terratrèmol de Pichilemu del 2010 fou un terratrèmol de magnitud 6,9 que va tenir lloc l'11 de març de 2010, 40 quilòmetres al sud-oest de Pichilemu, Regió d'O'Higgins, Xile. Una alerta de tsunami general no va ser emesa pel Centre d'Alerta contra els Tsunamis del Pacífic a tot el Pacífic, encara que va advertir sobre la possibilitat de tsunamis locals dins dels 100 quilòmetres de l'epicentre (entre San Antonio i Concepción).

## Antecedents i tectónics
Encara que els mitjans de notícies del terratrèmol, com una rèplica del terratrèmol de febrer, un resum geològic previ emès per la United States Geological Survey considera que és un terratrèmol independent. Fou causa de per la tensió regional causada pel terratrèmol del 27 de febrer, l'esdeveniment de març no va ser un ajustament immediat de ruptura de la falla del febrer d'empenta entre les plaques de Nazca i Sud d'Amèrica sinó que va ser causada per falles normals dins d'una de les plaques. No obstant això, encara no ha estat determinats de manera segura en la qual la placa es va produir el terratrèmol.

## Danys i víctimes

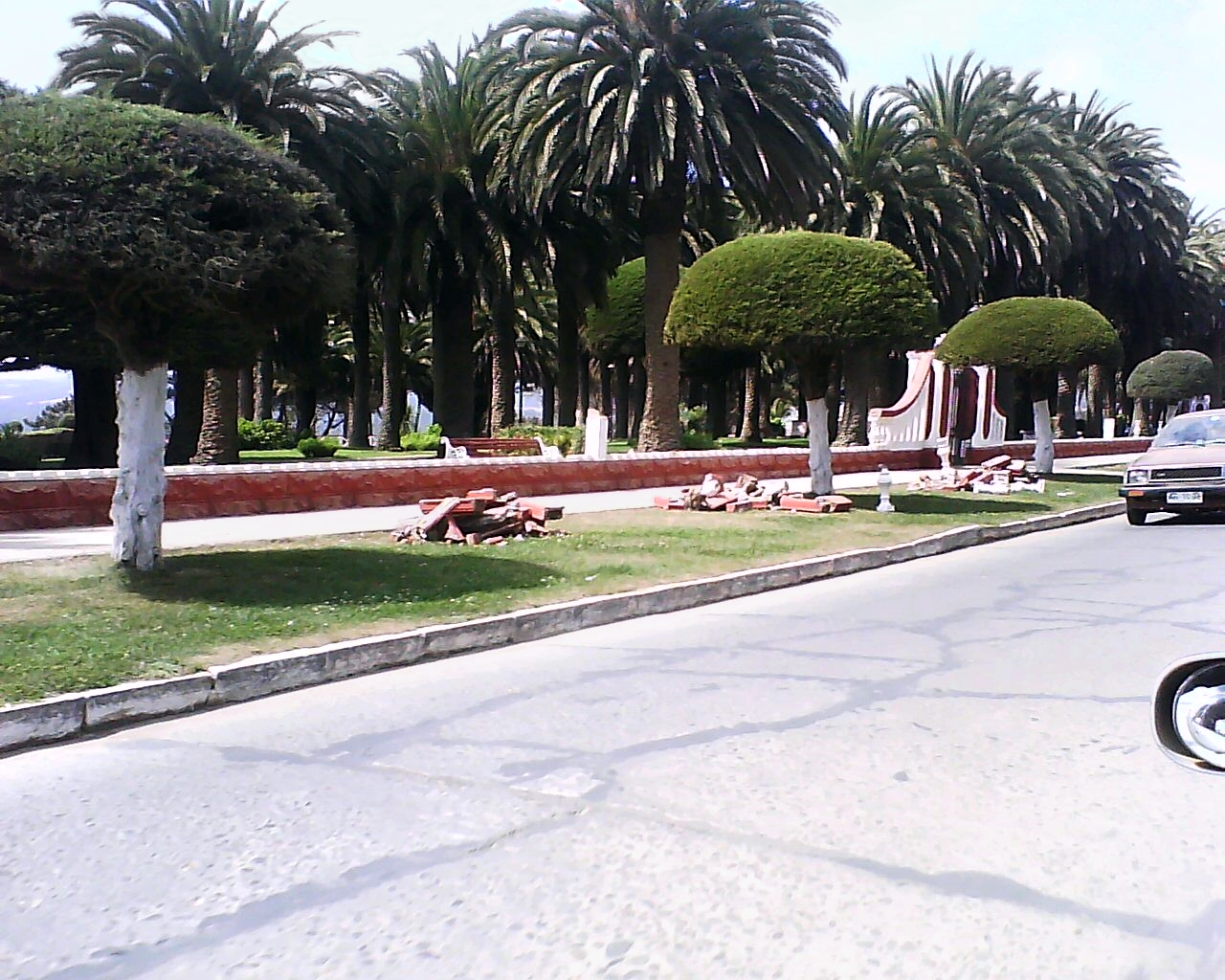
Balustrades del Parc Ross de Pichilemu després del terratrèmol.

Els danys reportats pels mitjans de comunicació de Xile inclou un pas de vianants es va ensorrar sobre la Ruta 5 Xile, al nord de Rancagua. No es van registrar víctimes.
El terratrèmol va tenir lloc poc abans que el nou president, Sebastián Piñera, va ser jurament, a les 12:15 PM hora local (15:15 UTC), al Congrés xilè a Valparaíso, on el tremolor es va sentir clarament. Els presidents de Bolívia, Paraguai i l'Equador estaven presents quan va ocórrer el terratrèmol, però, les imatges de televisió van mostrar que la inauguració no es va interrompre.
D'aquí a 6 hores, 10 rèpliques es va dur a terme, d'aquests 2 van ser de magnitud 6 o superior i 7 entre la magnitud 5 i 6.